# Cochrane River
Cochrane River är ett vattendrag i Kanada.   Det flyter genom provinserna Manitoba och Saskatchewan.
Trakten runt Cochrane River är nära nog obefolkad, med mindre än två invånare per kvadratkilometer.  Trakten ingår i den boreala klimatzonen.